# Alexander Gibson
Sir Alexander Drummond Gibson (ur. 11 lutego 1926 w Motherwell, zm. 14 stycznia 1995 w Londynie) – szkocki dyrygent.

## Życiorys
Uczył się w Glasgow gry na fortepianie w Royal Scottish Academy of Music oraz dyrygentury na Uniwersytecie. Studiował też w Royal College of Music w Londynie, gdzie założył i prowadził orkiestrę studencką, studia ukończył w 1951 roku z wyróżnieniem. Uczestniczył w kursach dyrygenckich u Igora Markevitcha w Mozarteum w Salzburgu oraz u Paula van Kempena w Accademia Musicale Chigiana w Sienie. W 1951 roku został zatrudniony jako asystent dyrygenta w Sadler’s Wells Opera w Londynie, gdzie w 1952 roku debiutował prowadząc wykonanie Sprzedanej narzeczonej Bedřicha Smetany. Od 1952 do 1954 roku był asystentem dyrygenta BBC Scottish Orchestra w Glasgow. Od 1954 roku ponownie dyrygował w Sadler’s Wells Opera, w latach 1957–1959 był jej dyrektorem. W 1957 roku debiutował w londyńskim Covent Garden Theatre. Od 1959 do 1984 roku pełnił funkcję pierwszego dyrygenta i dyrektora artystycznego Scottish National Orchestra w Glasgow. W 1962 roku założył Glasgow’ Scottish Opera, którą prowadził do 1987 roku. W 1978 roku wystąpił z nią podczas festiwalu Warszawska Jesień w Warszawie, dyrygując polskim prawykonaniem Sinfonia sacra Andrzeja Panufnika. Od 1981 do 1983 roku gościnnie dyrygował Houston Symphony Orchestra.
Dokonał prawykonań utworów wielu kompozytorów szkockich oraz pierwszych brytyjskich wykonań dzieł takich współczesnych twórców jak Arnold Schönberg, Dmitrij Szostakowicz, Hans Werner Henze, Karlheinz Stockhausen, Luigi Nono czy Luciano Berio. W 1961 roku zainicjował odbywający się w Glasgow festiwal muzyki współczesnej Musica Viva. W 1969 roku poprowadził pierwsze kompletne wykonanie opery Trojanie Hectora Berlioza, a w 1971 roku pierwsze w Szkocji wykonanie niemieckojęzycznej wersji Pierścienia Nibelunga Richarda Wagnera. Dokonał licznych nagrań płytowych, wraz z Henrykiem Szeryngiem i New York Philharmonic zarejestrował wszystkie utwory na skrzypce i orkiestrę W.A. Mozarta.
W 1967 roku został odznaczony Orderem Imperium Brytyjskiego w stopniu komandora, a w 1977 roku przyznano mu tytuł szlachecki.